# 北威爾斯海岸線

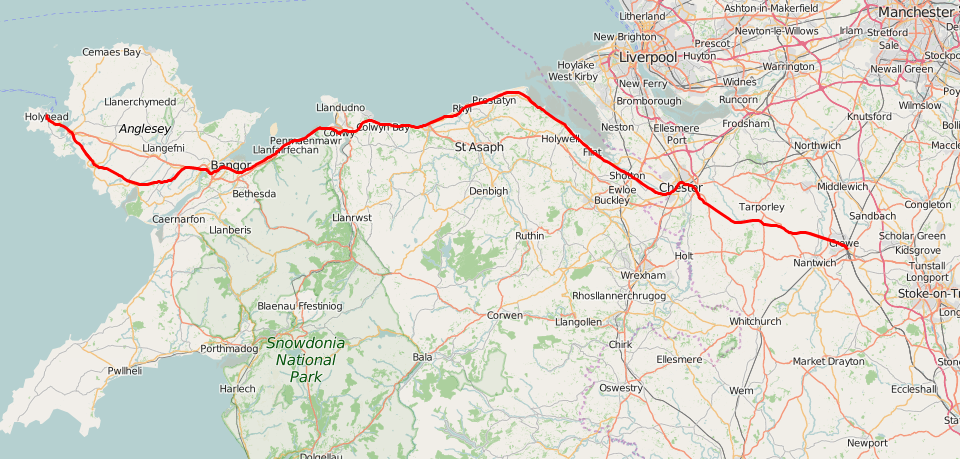
路線圖

北威爾斯海岸線（英語：North Wales Coast Line）是英國的一條鐵路線路，起點是克魯，終點是霍利希德。北威爾斯海岸線雖然沒有電氣化，但仍然是英國乘客數較多的一條鐵路線。現在北威爾斯海岸線由英國國營鐵路公司管理。